# Дрібнотка Гампе
Дрібнотка Гампе (Cephaloziella hampeana) — вид печіночників порядку юнгерманіальних (Jungermanniales).

## Поширення
Батьківщиною є Європа, Азія, Північна Америка.